# かつお (テレビドラマ)
『かつお』は、NHK総合テレビで2013年12月18日（19:30 - 20:43）に「特集ドラマ」として放送されたスペシャルドラマである。

## 概要
NHK仙台放送局として初のドラマ制作となる。東日本大震災後の漁師町を舞台に展開される、切ないが愛に満ちた物語である。主演の大友康平をはじめ、妻役の鈴木京香、芦名星、梅沢富美男、サンドウィッチマン他、東北生まれの俳優が出演した。また、夫婦役の大友と鈴木は共に東北学院大学（宮城県仙台市）の出身である。撮影は石巻市をはじめとする宮城県内で行なわれた。

## キャスト
- 山村武雄 - 大友康平
- 山村幸江 - 鈴木京香
- 竹原栞里 - 芦名星
- 前島吾郎 - 梅沢富美男
- 山村祐樹 - 嶺岸佑樹
- 山村蘭子 - 古田うた
- 島田浩二 - 遠藤章造
- 巡査 - サンドウィッチマン
- 藤森翔太 - 石井周
- 竹原明日香 - 安藤美優
- 11歳の祐樹 - 佐藤宏次郎

## スタッフ
- 原作・脚本：さわだみきお
- 演出：中寺圭木
- 音楽：菅野由弘
- プロデューサー：相馬和弘
- 制作統括：山岸秀樹